# Gaming Innovation Group
Gaming Innovation Group Inc., kurz GIG, ist eine Aktiengesellschaft mit Sitz auf Malta. Das Unternehmen bietet über verschiedene Websites, zu denen Guts.com, Rizk.com, Betspin.com, Superlenny.com, Thrills.com und Kaboo.com gehören, Casino, Sportwetten und Poker-Dienste an. 
GIG ist eine in den USA registrierte Gesellschaft, die auf Malta und in fünf weiteren Standorten in Europa (Marbella, Oslo, Kristiansand, Gibraltar, Kopenhagen) niedergelassen ist. Die Gesellschaft ist an der Osloer Börse unter dem Tickersymbol „GIG“ notiert.

## Geschichte
Gaming Innovation Group Ltd. wurde 2008 als Donkr International Ltd. auf Malta gegründet.
Im Jahr 2012 wurde die Guts Gaming Ltd. (jetzt MT SecureTrade Limited) als hundertprozentige Tochtergesellschaft der Gaming Innovation Group Ltd. gegründet. Im Mai 2013 startete das Unternehmen Guts.com, eine Website, die Sportwetten und Casinospiele anbietet.
Im Mai 2015 erwarb Optimizer Invest 10 % der iGaming Cloud Ltd. für 1 Mio. €. Außerdem wurde ein Aktientauschvertrag geschlossen, um das gesamte ausgegebene Aktienkapital der Gaming Innovation Group gegen Aktien der Nio Inc. zu tauschen. Anschließend nahm Nio Inc. den Namen Gaming Innovation Group Inc. an und ernannte Robin Reed zum neuen CEO. Im folgenden Monat wurde die Gaming Innovation Group an der Osloer Borse notiert.
Im Juni 2016 übernahm die Gaming Innovation Group das Unternehmen Betit Group Ltd. für 54 Millionen Euro.
Im Januar 2018 eröffnete das Unternehmen eine neue Zentrale auf Malta.